# 明大通り
明大通り（めいだいどおり）は、東京都千代田区神田駿河台の、外堀通りのお茶の水交差点と靖国通りの駿河台下交差点を結ぶ、全長約600mの区間を指す（区道101号線）。

## 概要

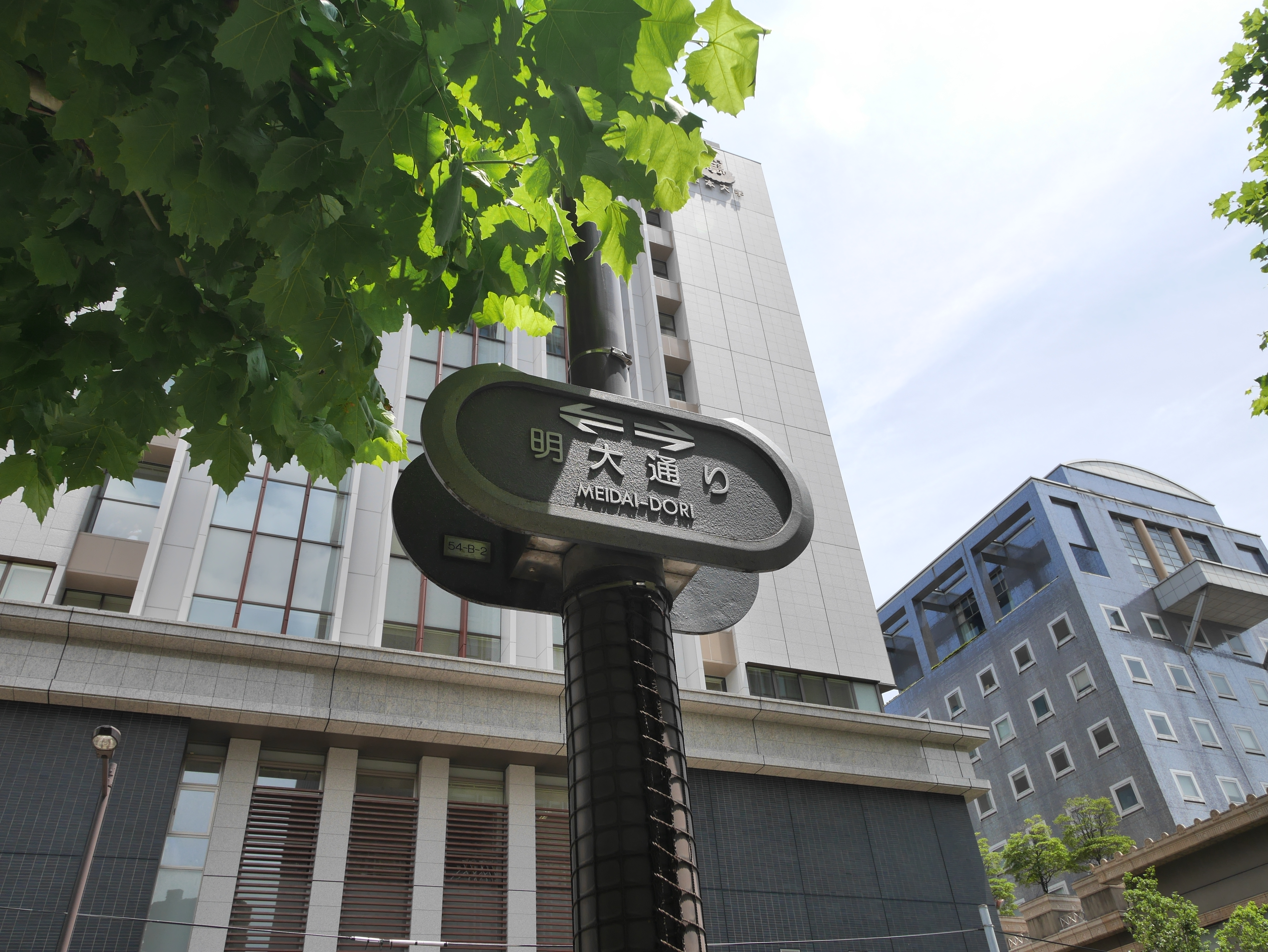
明大通り

日本の代表的な学生街、文教地区である御茶ノ水の中心を南北に貫く、界隈のシンボル的な通りである。通りの名称は沿道に明治大学駿河台キャンパス（本部キャンパス）が立地していることに由来する。
界隈は教育施設や病院が建ち並ぶ文教エリアであると同時に、付近一帯でそれぞれ日本最大規模の音楽、本、スポーツの専門店街が形成されている。沿道に世界最大規模の集積度ともいわれる楽器店街があり、駿河台の高台から坂を下り、通り終点の駿河台下交差点から東側には国内最大規模のスポーツショップ街、西側には世界最大規模の古書店街である「神田古書店街」が連なる。また、通り南部には近年カレー専門店が集積してきている。
バブル時代には1平方メートルあたり2200万円の地価を記録し、2000年代初期まで日本一地価の高い地域と知られていた。バブル期の終わった今は2200万円から550万円と落ちてしまったが、ここ数年では日本で2番目に高い街となる。
1日に4万人の通行者があるプラタナスの並木道であるが、2010年代より千代田区にて歩道整備・拡幅工事の計画が進められ、住民などの反対運動による大幅な見直しの末、2025年度に竣工予定となっている。

## 歴史

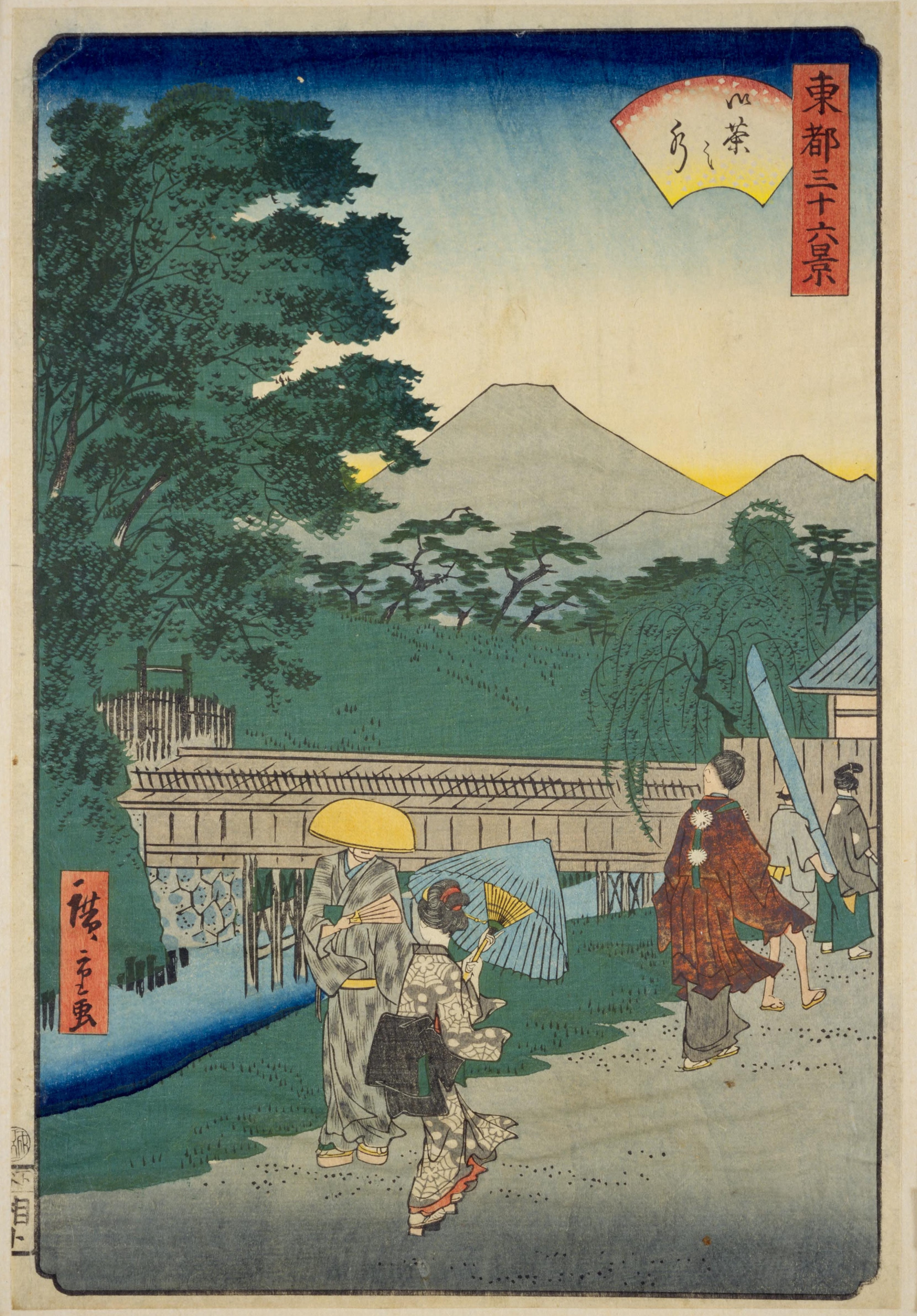
「東都三十六景 お茶の水」（歌川広重画）

### 屋敷街としての駿河台
明大通りが所在する神田駿河台は、江戸指折りの風光明媚な高台として知られ、徳川家康が若き日の伊達政宗に「江戸城総構え図」（見取図）を示して問い掛けをした際、正宗が江戸城を討つならこの地に大砲を置き砲撃すると返したという逸話が残る。
また、後に政宗は江戸幕府二代将軍徳川秀忠の命を受け、本郷台地（cf. 本郷）の南端に当たる「神田山（かんだやま）」を採掘して外堀とする大規模工事を行い、更に四代将軍徳川家綱の命により小石川の採掘を再び仙台藩が行ったことから、仙台堀（現在の神田川）とも呼ばれるようになった（山本周五郎の小説「樅ノ木は残った」はこの工事による伊達藩の内紛の様子が描かれている）。そして、下流の昌平橋（室町時代 に架設）から富士山と一緒に望めることが出来たその渓谷的な景観は、中国の名勝「赤壁」に擬えて「小赤壁」とも言われ、歌川広重や葛飾北斎、昇亭北寿、歌川芳員、歌川国芳、小林清親、川瀬巴水等々、多くの浮世絵師に描かれるに至った。
明大通り北端付近に所在した高林寺（沿道に碑がある）に立ち寄った秀忠が境内の湧水で淹れた茶を褒め称え、以来、銘水として将軍家の茶の湯として取り立てられたことが「御茶ノ水」の地名の由来となっている。
江戸期は、沿道に「天下のご意見番」として名高い大久保彦左衛門や、日本の近代化をリードした小栗上野介、幕府三大改革「享保の改革」のブレーンを担った室鳩巣などの屋敷が建ち並ぶ屋敷街であった。明治大学リバティータワー裏手の錦華公園は大名屋敷時代の石組が現存しており、当時の大名庭園の格式が今に伝えられている（美大予備校生時代の松任谷由実が読書使い等で度々訪れた公園であり、「『いちご白書』をもう一度」、「白い朝まで」などの歌詞に登場する）

### 明治維新・明治国家のリーダーゆかりの地

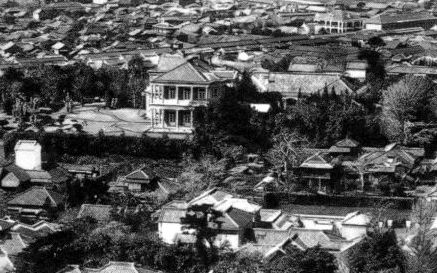
小松宮邸（現在のアカデミーコモンの場所）

小栗屋敷内には、後に江戸幕府直轄の最高学府「昌平坂学問所」の教授を務め、幕末の政治・外交を支えた安積艮斎の私塾『見山楼』（富士山が望めたことによる命名。後に明大通り南部の富士見坂に移転。）があり、小栗上野介、吉田松陰、高杉晋作、岩崎弥太郎、木村芥舟（摂津守）、秋月悌次郎、川路聖謨、栗本鋤雲、間崎哲馬、斎藤竹堂、谷干城、清河八郎、福地源一郎、中村正直、権田直助など、幕末・明治の動乱期に活躍した数多くのリーダーたちが巣立っており（2282人の名前が門人帳に記されている）、近代国家の樹立に大きな影響を与えた。

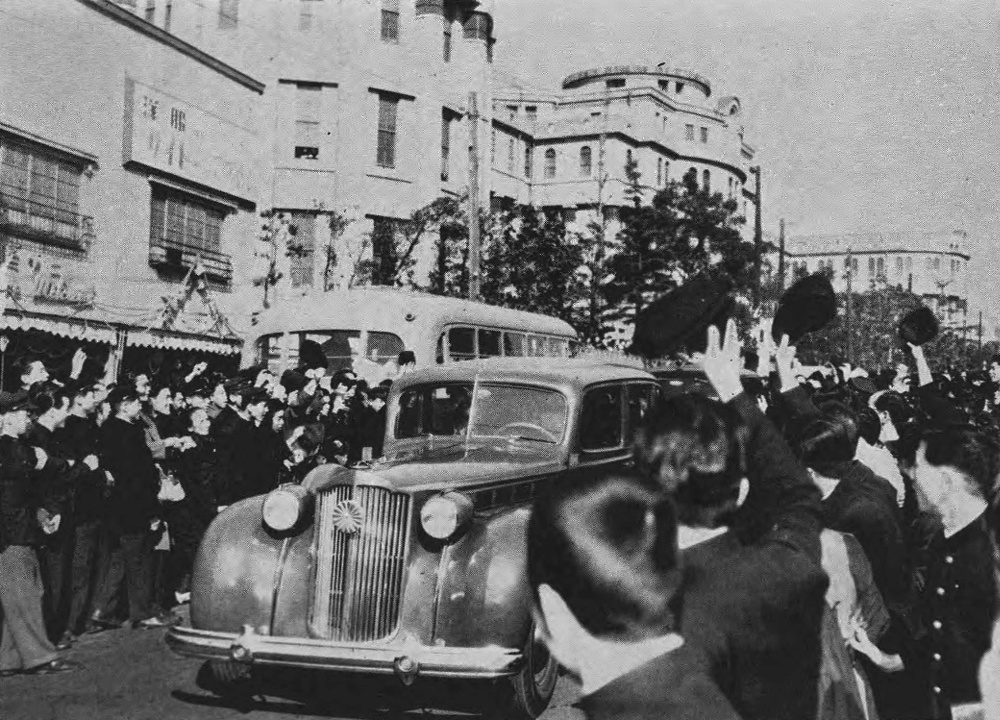
昭和天皇の明治大学行幸（1950年）

更に、明治時代になると、公卿・華族や首相、財閥トップ、学識者など、明治国家のリーダー達が多く居住するようになり、明大通り東側に西園寺公望、住友友純、更に奥には岩崎弥太郎（及び三菱財閥本部）、西側には小松宮、坊城家、加藤高明、池田謙斎、薩摩治郎八などの邸宅が建ち並び、エスタブリッシュメント層の居住街区たる様相を呈した。
明治維新・明治国家のリーダーを多く輩出したゆかりの地の大学が明治の名を名乗っていることはシンボリックである。現在のアカデミーコモンの場所にあった小松宮邸では、明治天皇が嘉仁親王（後の大正天皇）などを帯同し二度行幸しており、各皇族や伊藤博文首相なども参加した晩餐会などが催されている。また、後に昭和天皇も明治大学駿河台キャンパスを行幸している。
また、町の歴史的経緯から徳川幕府、徳川家とも所縁深いことから、2008年には徳川宗家十八代徳川恒孝、小栗上野介玄孫、千代田区長らの参加による御成が御茶ノ水駅からアカデミーコモンまでの間で行われ、アカデミーホールで記念シンポジウム等が開催され、以降も徳川家関連のシンポジウムがアカデミーホールで不定期開催されている。

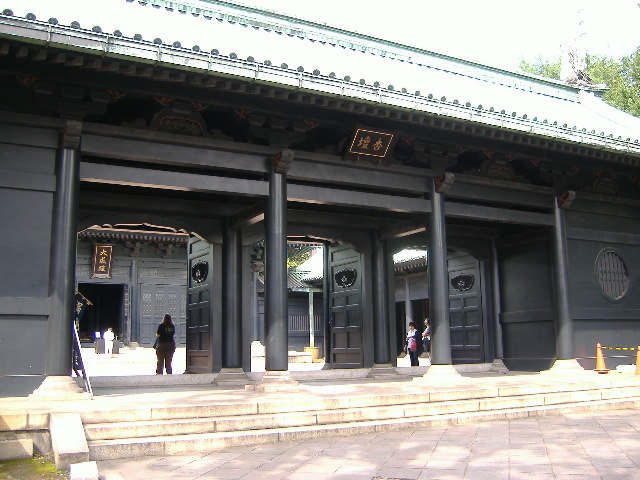
湯島聖堂

### 文教街の形成
一方、神田川を隔てた北側は学問の歴史と伝統が色濃い地域であり、五代将軍徳川綱吉が儒学の振興を図るため、元禄3年（1690年）に学問の聖堂（現在の湯島聖堂）を創建し、寛政9年（1797年）に江戸幕府直轄の世に名高い昌平坂学問所が設置された（「日本の学校教育発祥の地」とされる）。明治時代には敷地内に文部省や国立博物館（現在の東京国立博物館及び国立科学博物館の前身）等と共に、日本初の官立師範学校である東京師範学校（現在の筑波大学）や東京女子師範学校（現在のお茶の水女子大学）が構内界隈に設置されるなど、近代日本の学問、学校教育の歴史を象徴する地であった。学問所時代の敷地はそのほとんどが現在の明大通り北端に立地する東京医科歯科大学湯島キャンパスとなっており、明大通り界隈も次第に明大を始めとした教育機関や病院などが開設されるようになり、現在の文教街の形成に至っている。

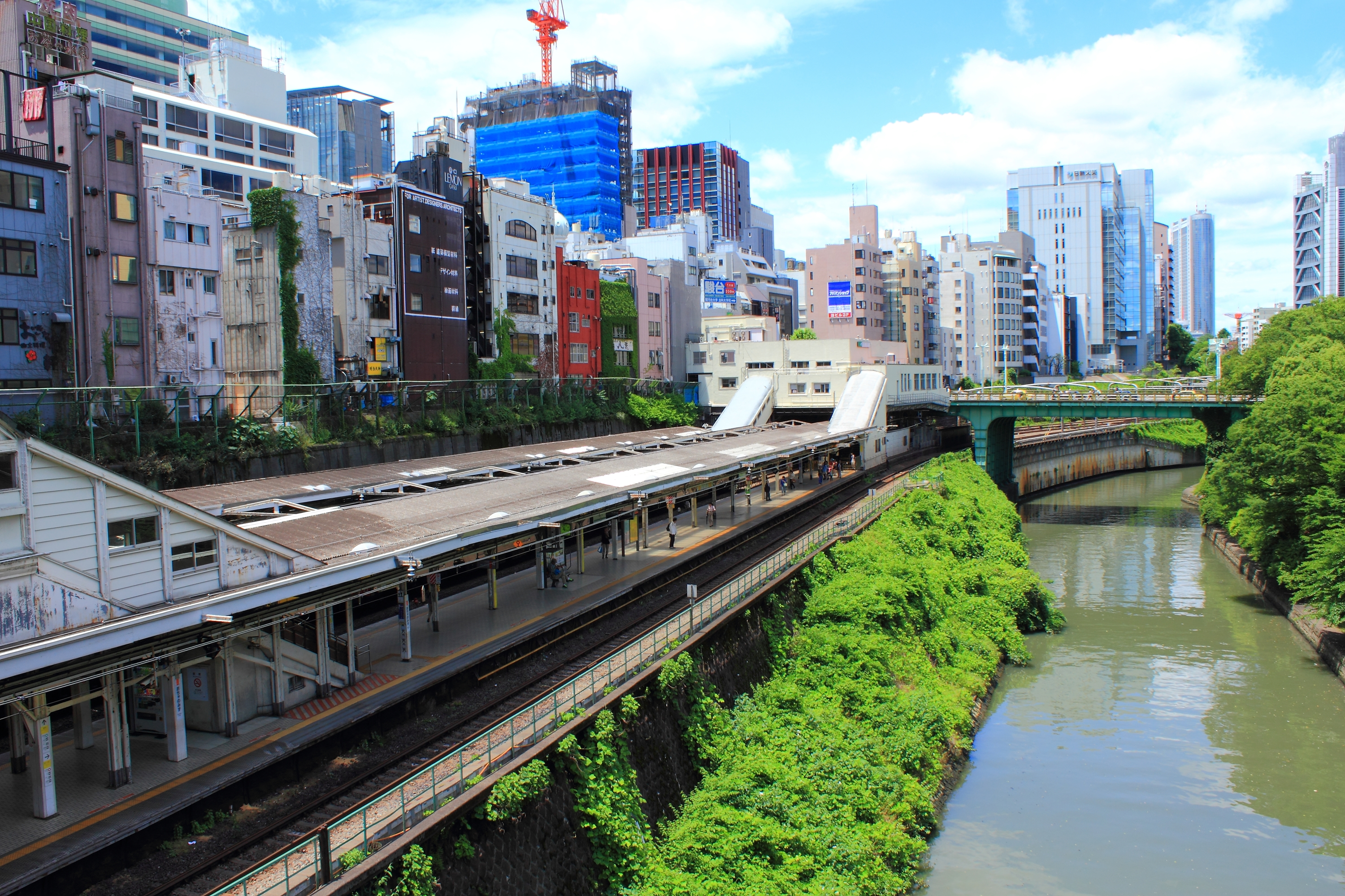
御茶ノ水駅旧駅舎とお茶の水橋

その後、更に教育機関の集積化が進み日本最大の学生街と称されるようになり、1960年代の学生運動が盛んな時期には日本の学生運動史上有名な「神田カルチェ・ラタン闘争」の舞台となり、明大通りの2か所（現在のリバティタワーとアカデミーコモンの前）で学生たちがバリケード封鎖を行い、機動隊と烈しい衝突が繰り広げられ、中央・総武両線で計40本が運休する事態となった。
また、御茶ノ水付近一帯は学生人口の増加などにより、音楽、本、スポーツのそれぞれ国内最大の専門店街が形成され、更に「神田カレーグランプリ」や「JAZZ AUDITORIA in WATERRAS」などに代表されるグルメ文化、音楽文化をもつ広範な文化ゾーンが形成され、明大通りはその中心を成すシンボル的な通りとなっている。

### 文士ゆかりの地

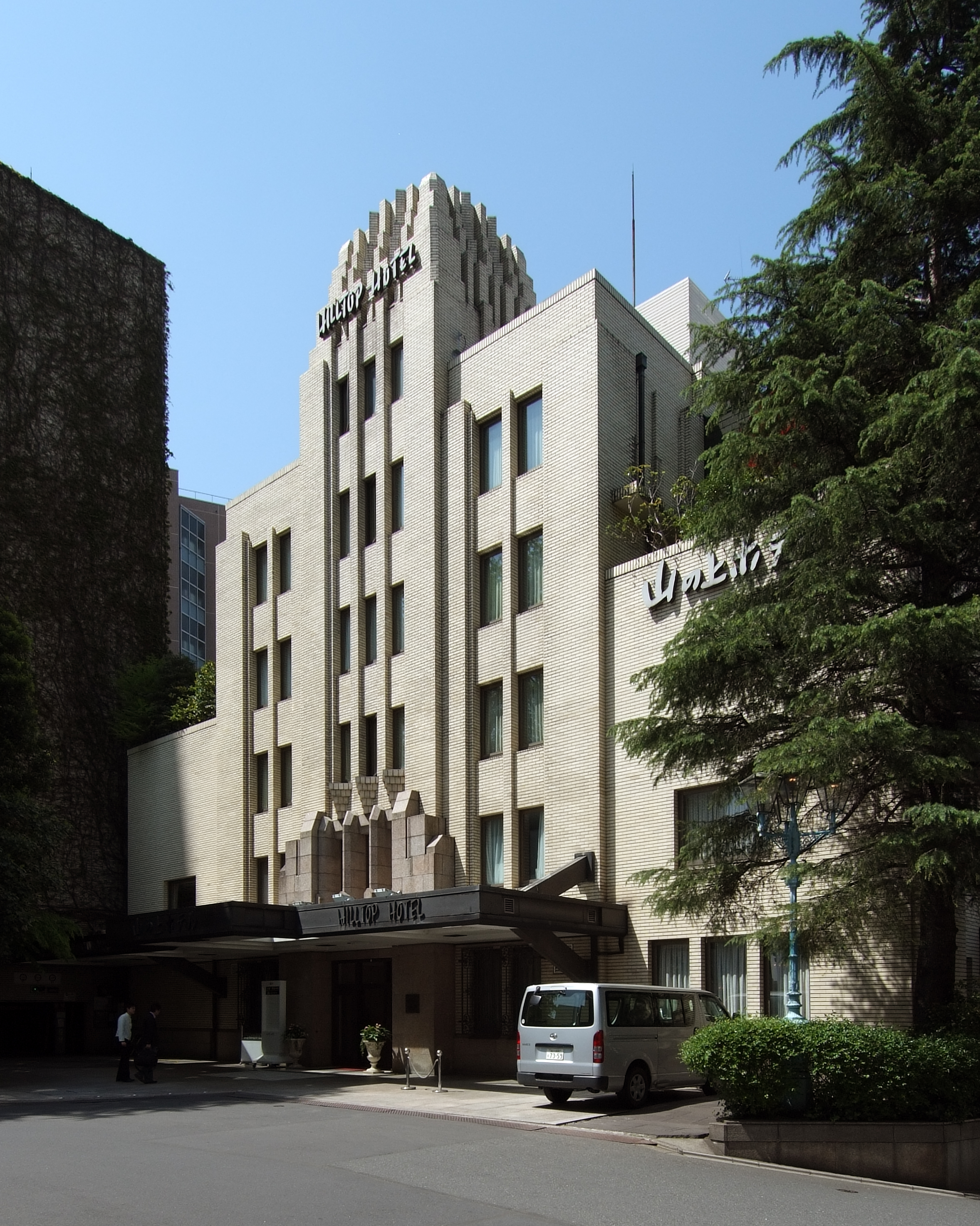
山の上ホテル

文士、文学者ゆかりの地でもあり、夏目漱石、上田敏、山本有三、小林秀雄など多くの著名文壇人が登壇してきた明大文学部の本拠である他、沿道には室鳩巣、松尾芭蕉、重野安繹などが住み、宮沢賢治が上京の際に逗留していた宿などがあった。また、通り東側では、首相在任中の西園寺公望が私邸に森鴎外、幸田露伴、泉鏡花など文壇を代表する20人の文士を招き、当時の文壇を揺るがせた「雨声会」（うせいかい）という連続の雅会を催し、明大通り交差点を挟んだ西側には川端康成、三島由紀夫、池波正太郎、伊集院静などが執筆の定宿として使い、文豪のホテルとして知られる山の上ホテルが立地する。御茶ノ水橋落成の際など度々駿河台を訪れていた樋口一葉は往時の邸宅街駿河台の様子を「十三夜」に描写し、駿河台の急坂を車が上れず難儀した森村誠一が明大生達に援助されその後の大学進学を決意した逸話などが残る。因みに、駿河台下から明大にかけての坂は名を「文坂」という。
雅称として「お茶の谷」という意味の「茗溪（めいけい）」という呼び名が存在し、明大通り周辺にこの名を冠した通りや商店街がある他、前述の筑波大学の同窓会「茗渓会」にその名が残り、やはりこの地に縁のあった同元附属学校（現在の筑波大学附属中学校・高等学校）の校歌にも「茗渓」という呼び名が登場する。

## 沿道の主な施設

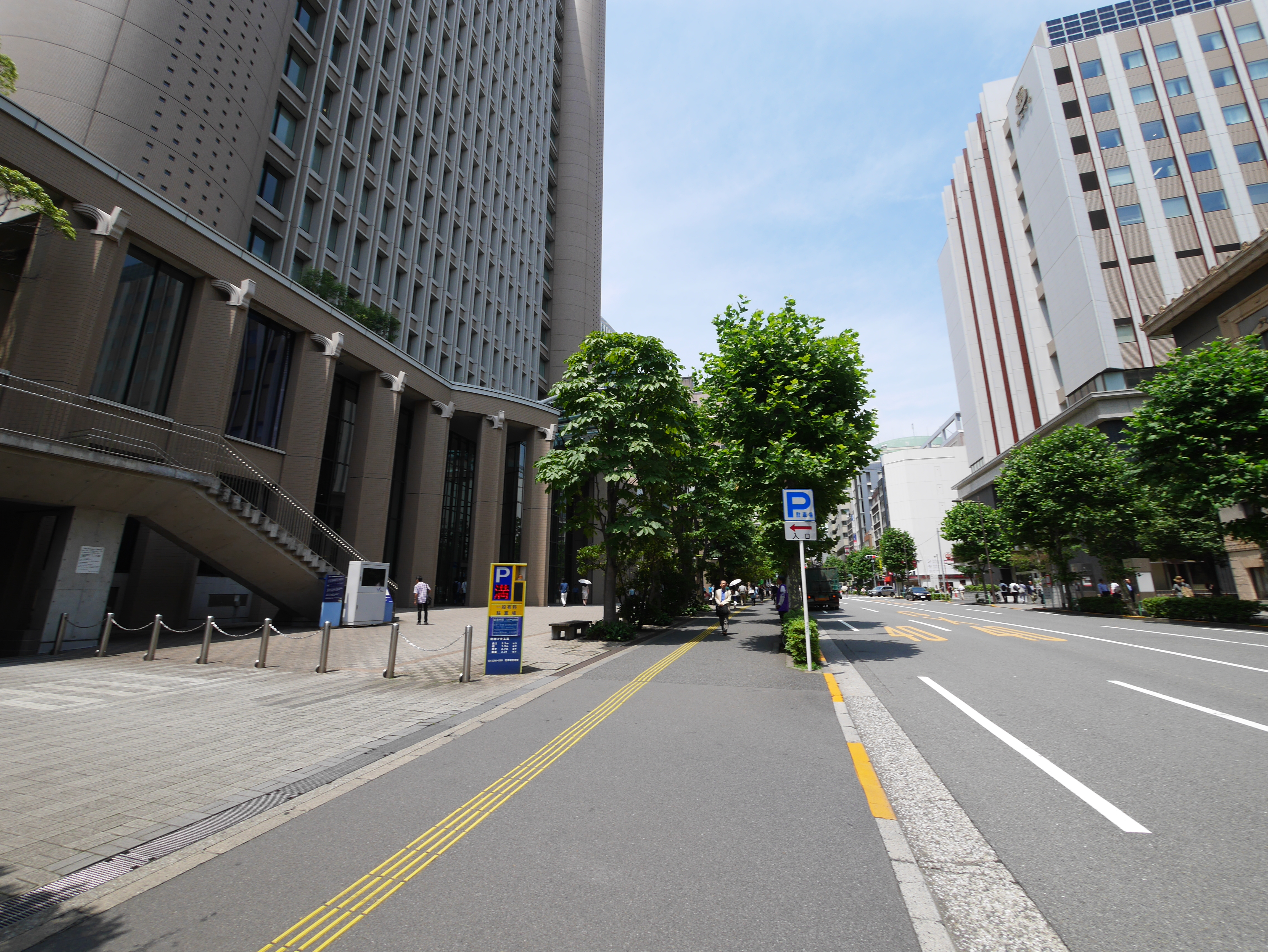
リバティタワー前

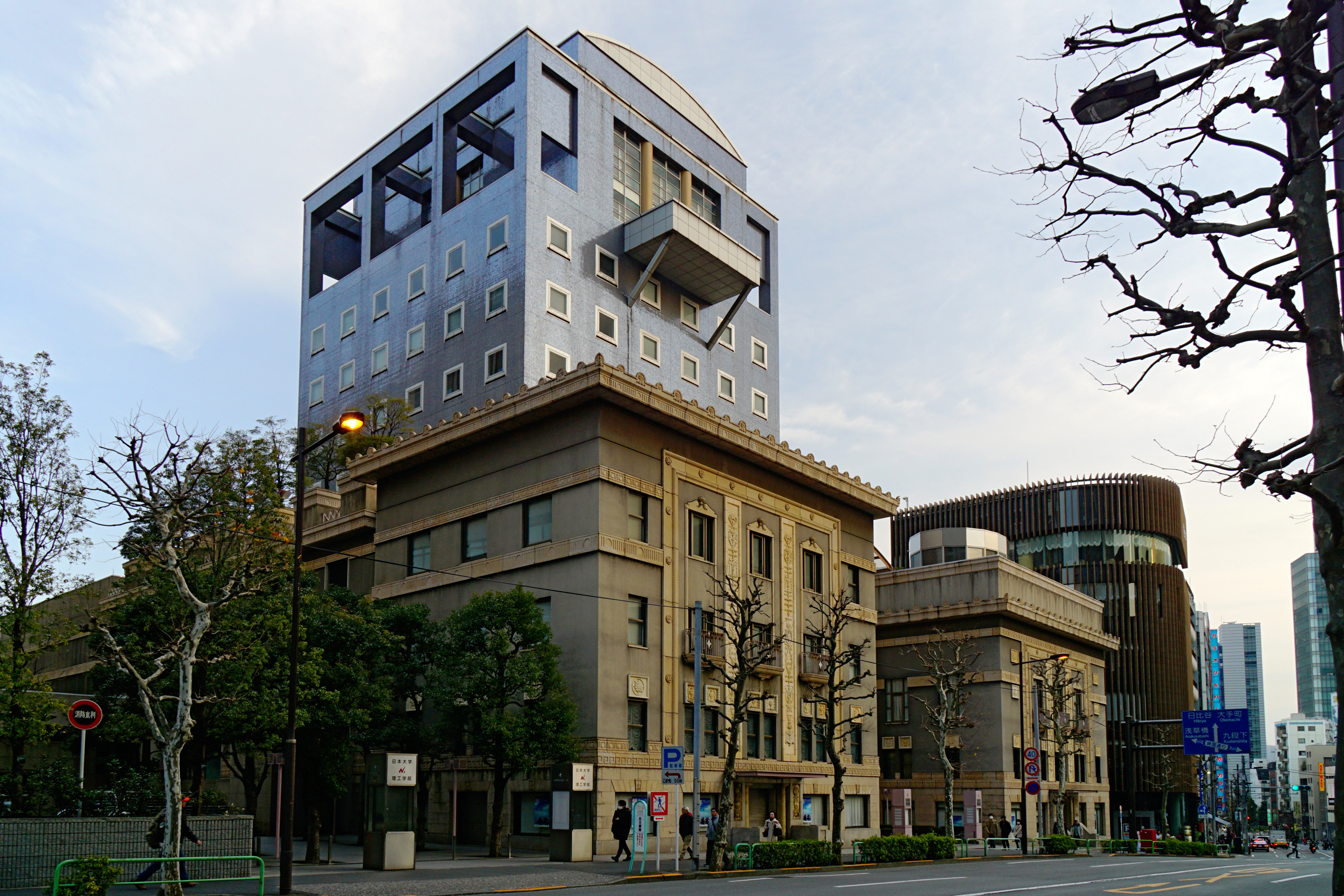
お茶の水スクエア

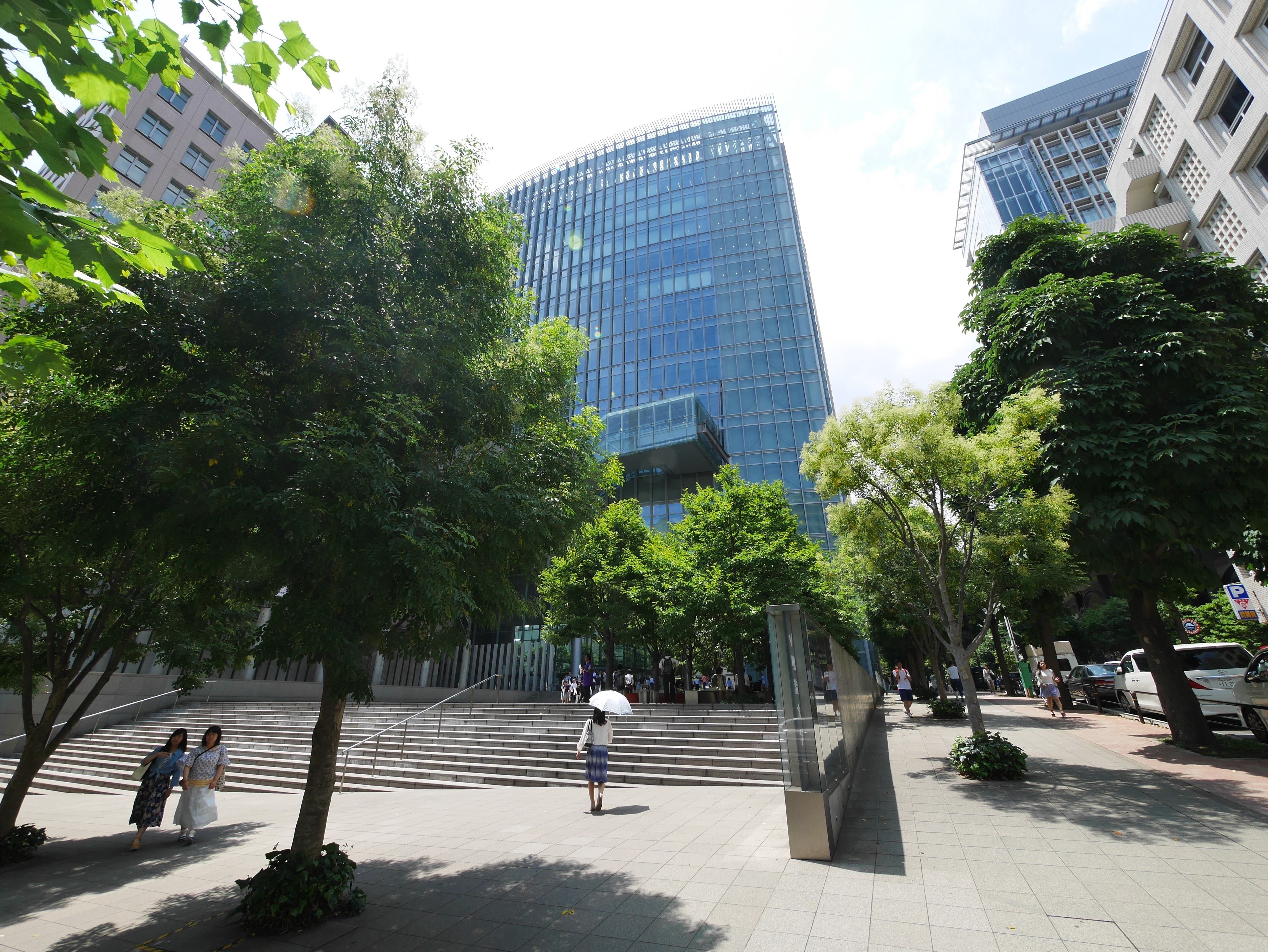
アカデミーコモン

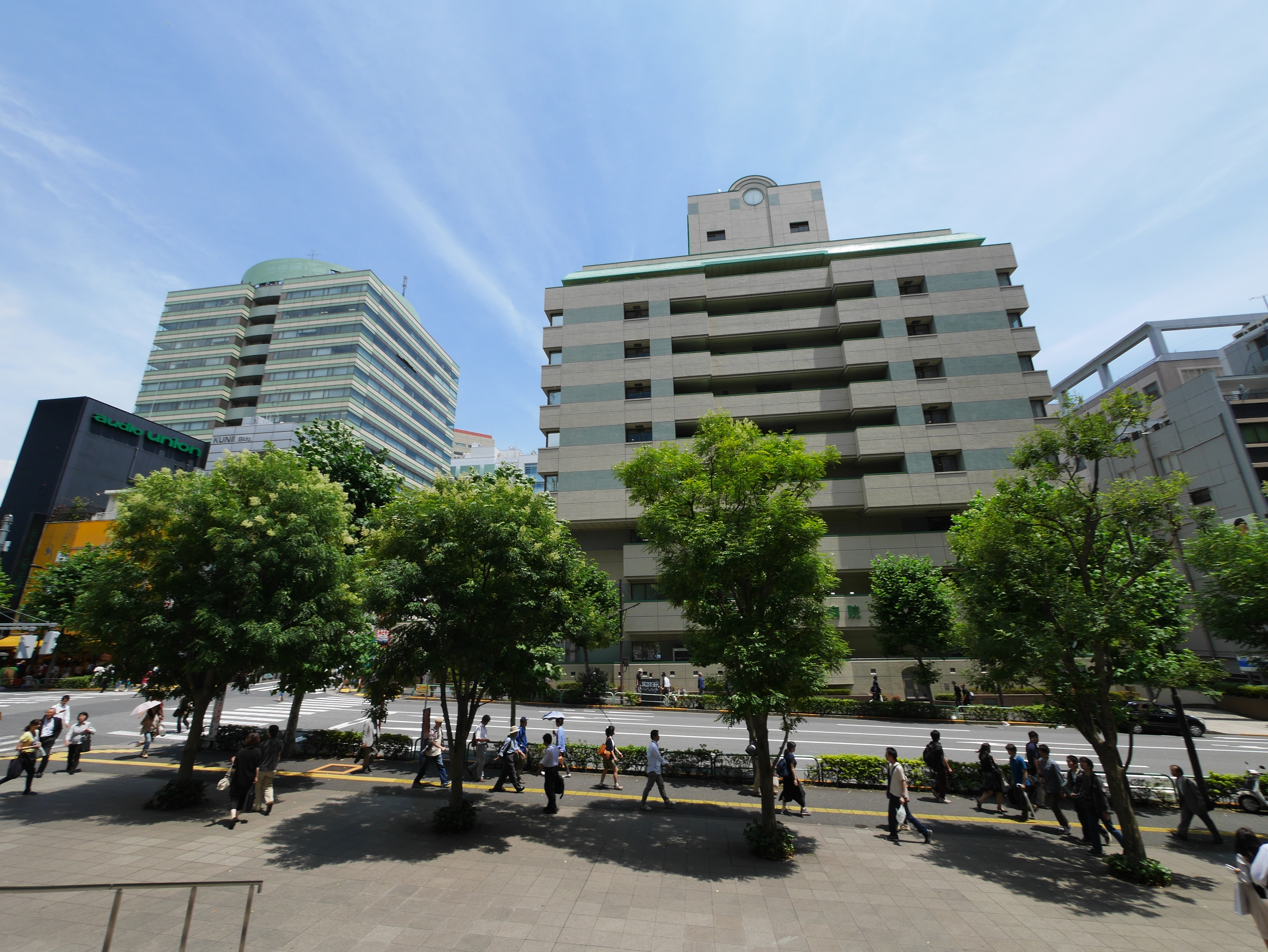
佐々木研究所（杏雲堂病院）

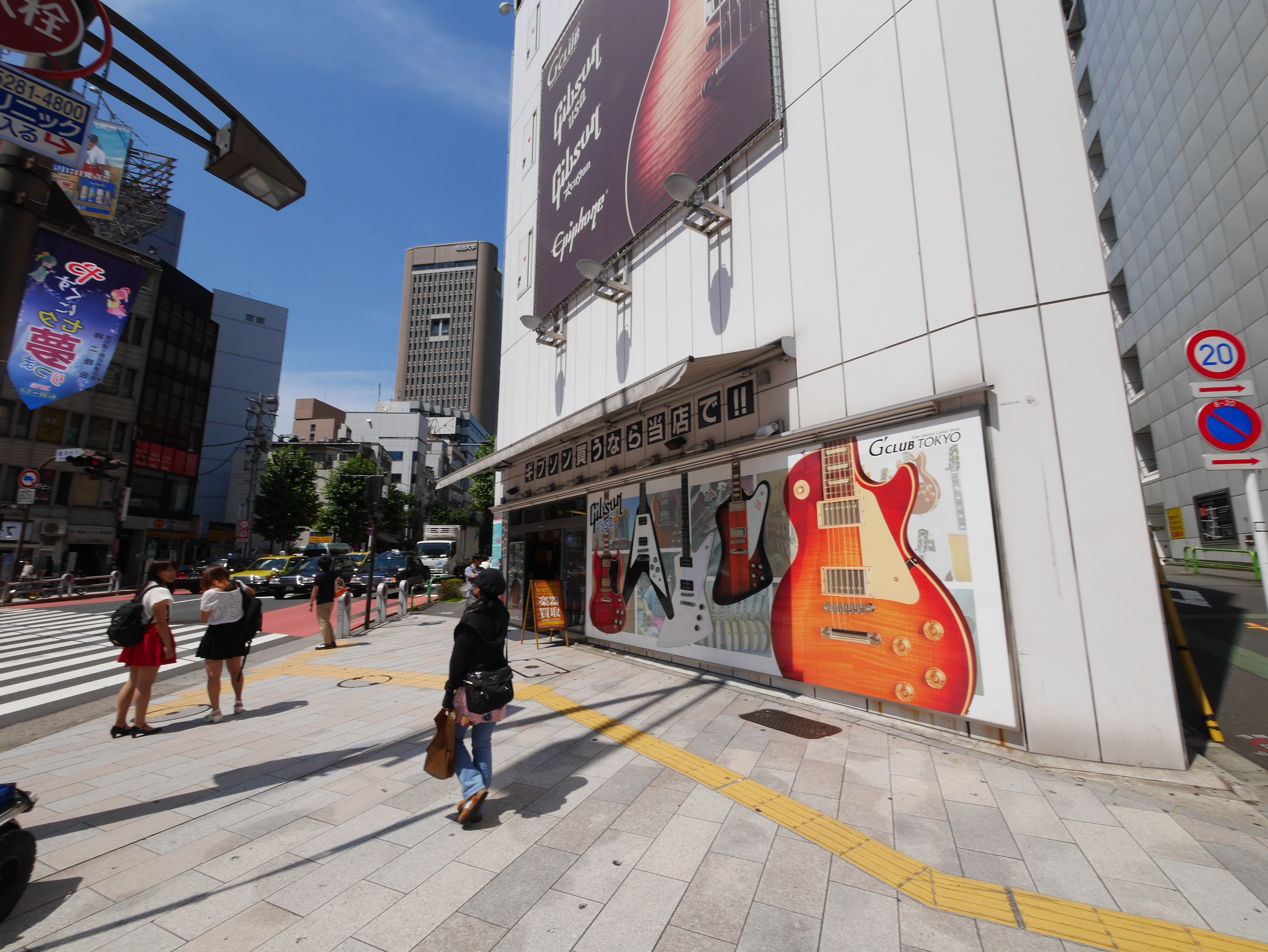
G'CLUB TOKYO

### 教育機関
- 明治大学駿河台キャンパス
  - リバティタワー
  - アカデミーコモン
  - 明治大学アカデミーホール
  - 明治大学博物館
  - 太平洋諸島センター
- お茶の水スクエア
  - 日本大学カザルスホール

### 研究・医療機関
- 佐々木研究所
  - 附属杏雲堂病院
- 日本大学病院

### 宗教施設
- お茶の水クリスチャン・センター
  - 新日本聖書刊行会
  - 日本福音同盟
  - お茶の水聖書学院
  - 日本福音自由教会協議会
  - 日本国際ギデオン協会
  - 日本福音主義宣教師団
  - 小さないのちを守る会
  - キリスト者学生会
  - キリスト教保育連盟
  - イムマヌエル綜合伝道団
  - 日本ケズィック・コンベンション
  - 日本ウィクリフ聖書翻訳協会
  - 太平洋放送協会

### 公共施設
- 御茶ノ水駅
- お茶の水橋

### 商業施設
- 音楽関連
  - ディスクユニオン本店
  - Jazz House NARU
  - 御茶ノ水Rittor Base
  - 石橋楽器グループ系列各店
  - 下倉楽器グループ系列各店
  - 谷口楽器系列各店
  - 黒澤楽器店系列各店
  - BIG BOSS系列各店
  - 御茶ノ水楽器センター
  - アンドビジョン

- レストラン他
  - 古瀬戸珈琲店（喫茶、カレー）
  - エチオピア本店（カレー専門店）
  - MAJI CURRY本店（ 〃 ）
  - ヒナタ屋本店（ 〃 ）
  - ビストロべっぴん舎 お茶の水（ 〃 ）
  - 鴻オオドリー（ 〃 ）

## 過去に存在した施設・店舗

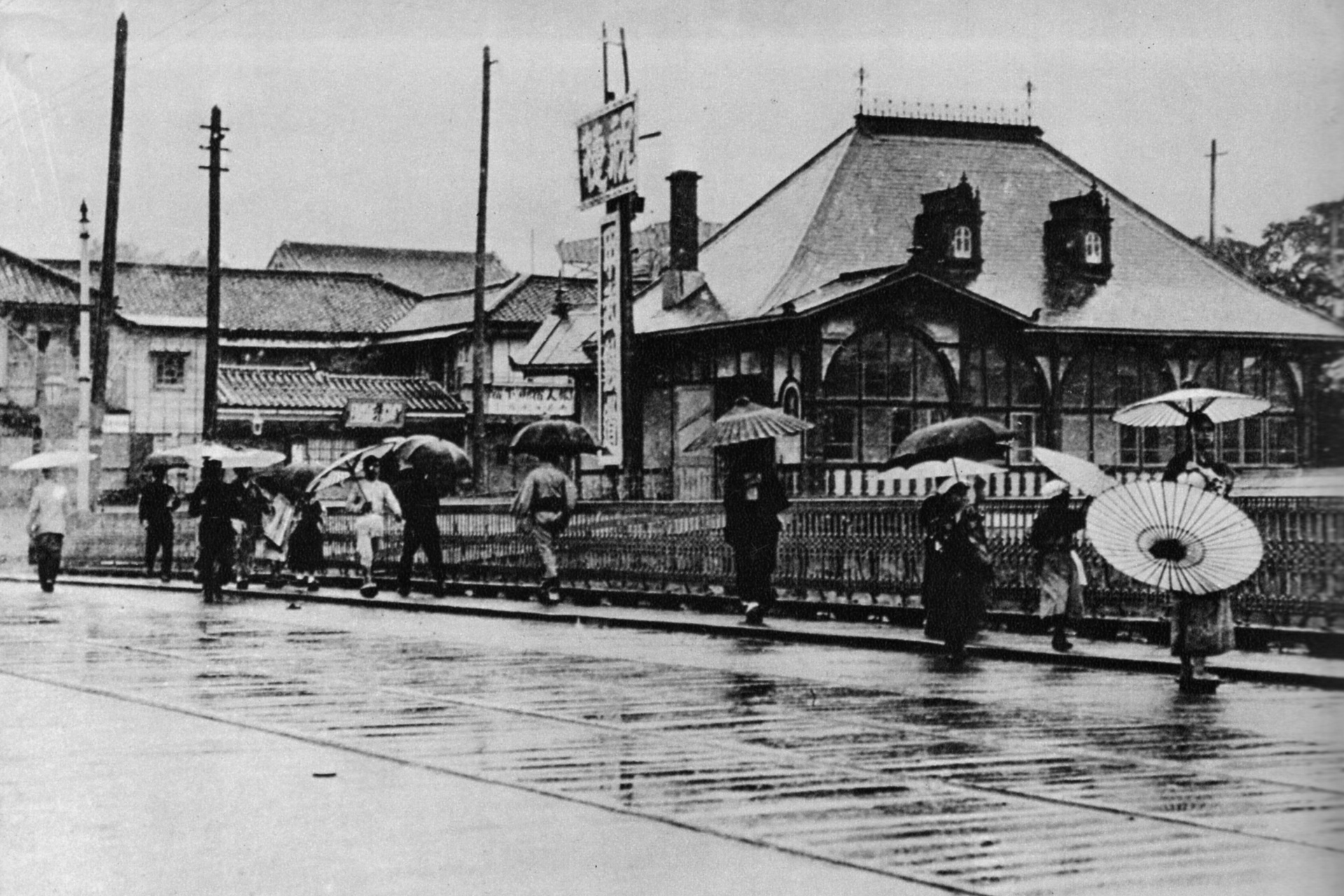
甲武鉄道御茶ノ水駅（1905年）

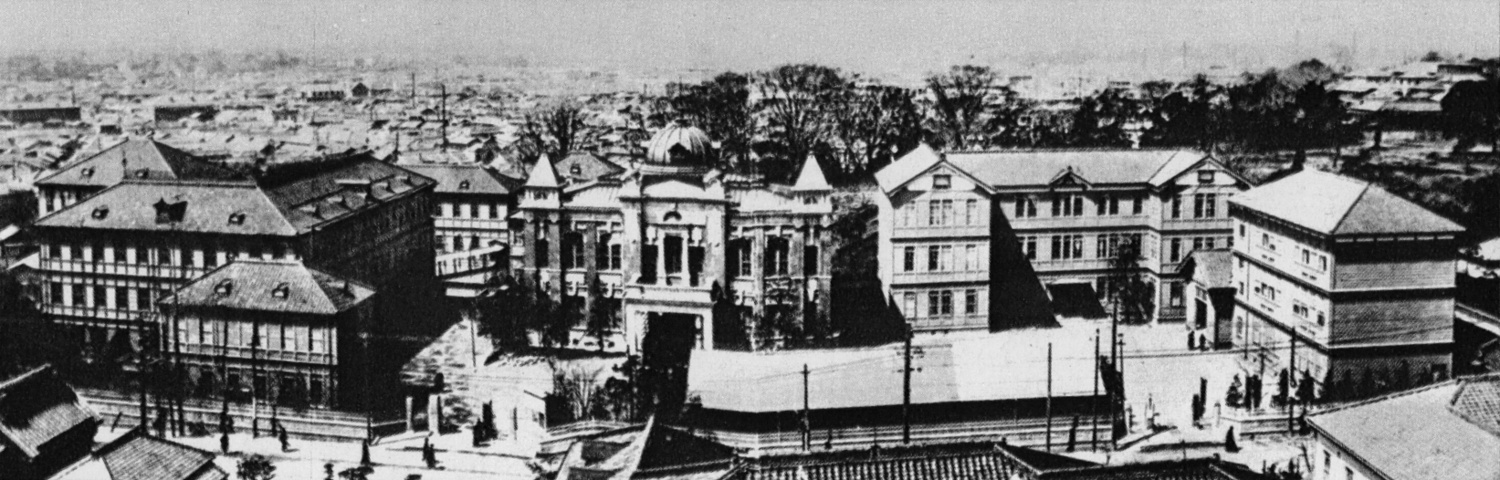
大正元年の明治大学

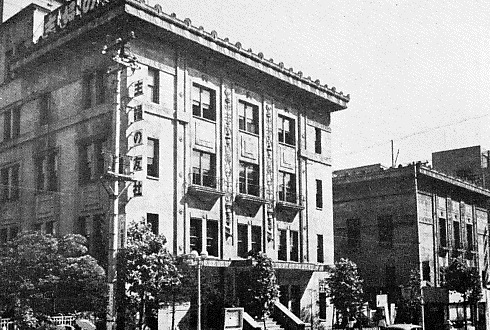
旧主婦の友社ビル

- 見山楼
安積艮斎による私塾。吉田松陰、高杉晋作、岩崎弥太郎、清河八郎などを輩出し明治維新に大きな影響を与えた。
- 高林寺
御茶ノ水の名称の由来になった寺。
- 室鳩巣
- 大久保彦左衛門屋敷
- 小栗上野介屋敷
2027年NHK大河ドラマ『逆賊の幕臣』の主人公生誕の地（現日本YWCA）
- 室鳩巣屋敷
江戸幕府のブレーンとして、三大改革のひとつ「享保の改革」の補佐などを行った儒学者。「駿台雑話」などを著し「駿台先生」という敬称がある。現在のアカデミーコモンの場所にあたる。
- 滝川具挙屋敷
- 土屋寅直屋敷
- 旗本中坊家屋敷　
現在のリバティタワーの場所にあたり、敷地内の一角で松尾芭蕉が間借り暮らしをしていた。（大田南畝著「一話一言」巻22に記載）
- 小松宮邸
- 池田謙斎男爵邸
東京大学初代医学部長。日本初の医学博士。宮中顧問官。
- 重野安繹邸
日本初の文学博士。貴族院議員。
- 尾崎行雄邸
- 串田万蔵邸
三菱合資会社総理事。三菱銀行会長。明大スクエア（山の上ホテル側）、明治大学大学会館付近に瀟洒な洋館があった。
- 明治大学記念館
- 主婦の友社本社
  - お茶の水図書館
女性専用図書館。「石川武美記念図書館」に改称し、近隣のかえで通り沿いに移転。
- ジェーシービー本社
- メディアワークス本社
- ヒューマン・ライツ・ウォッチ
- 日本聖書刊行会
- 八幡館
上京した際に駿河台界隈を頻繁に訪れていた宮沢賢治が、体調を崩し遺書をしたためた旅館（現在のカザルスホールの敷地内）。向かいにある明大図書館には自身初の著書「春と修羅」の初版本を寄贈している。
- 松尾楽器商会
スタインウェイピアノの元日本総代理店
- マリオンクレープ

## エピソード、恒例行事等

### 明治大学シェイクスピアプロジェクト
毎年11月にアカデミーコモンで開催される、日本最大規模の学生演劇プロジェクト。例年200名を超える学生が参加し、第一線の専門家のサポートの下、キャスト、台本翻訳、企画運営など上演に関わる全てを学生主体で行う。コロナ禍前は例年4,000人以上の観客を集めた。2020年以降はコロナ対策のため無観客配信方式により上演され、累計再生回数は1万回を突破。

### 山の上ホテル
リバティタワー横の「吉郎坂」（元明大総長の佐々木吉郎に由来）は、文豪のホテルとして知られる山の上ホテルのエントランスアプローチにあたり、多くの文豪たちが往来したスポットである。

リバティタワー前にある鉄腕アトムのマンホール

### 鉄腕アトム
主人公アトムが「お茶の水小学校」に通い、お茶の水博士から教育を受けるという御茶ノ水に所縁のあるストーリー設定であることから、明大通りの歩道上に、アトム、ウラン、お茶の水博士のご当地マンホールが設置されている。

### 東京‐糸魚川ファストラン
明大自転車部が運営する国内で最も歴史のあるロングライドイベント。明大駿河台キャンパスをスタート地点とする（長距離自転車レース。毎年春開催の「東京‐糸魚川ファストラン・クラシック」は山梨市スタート）。

### 神田カレーグランプリ

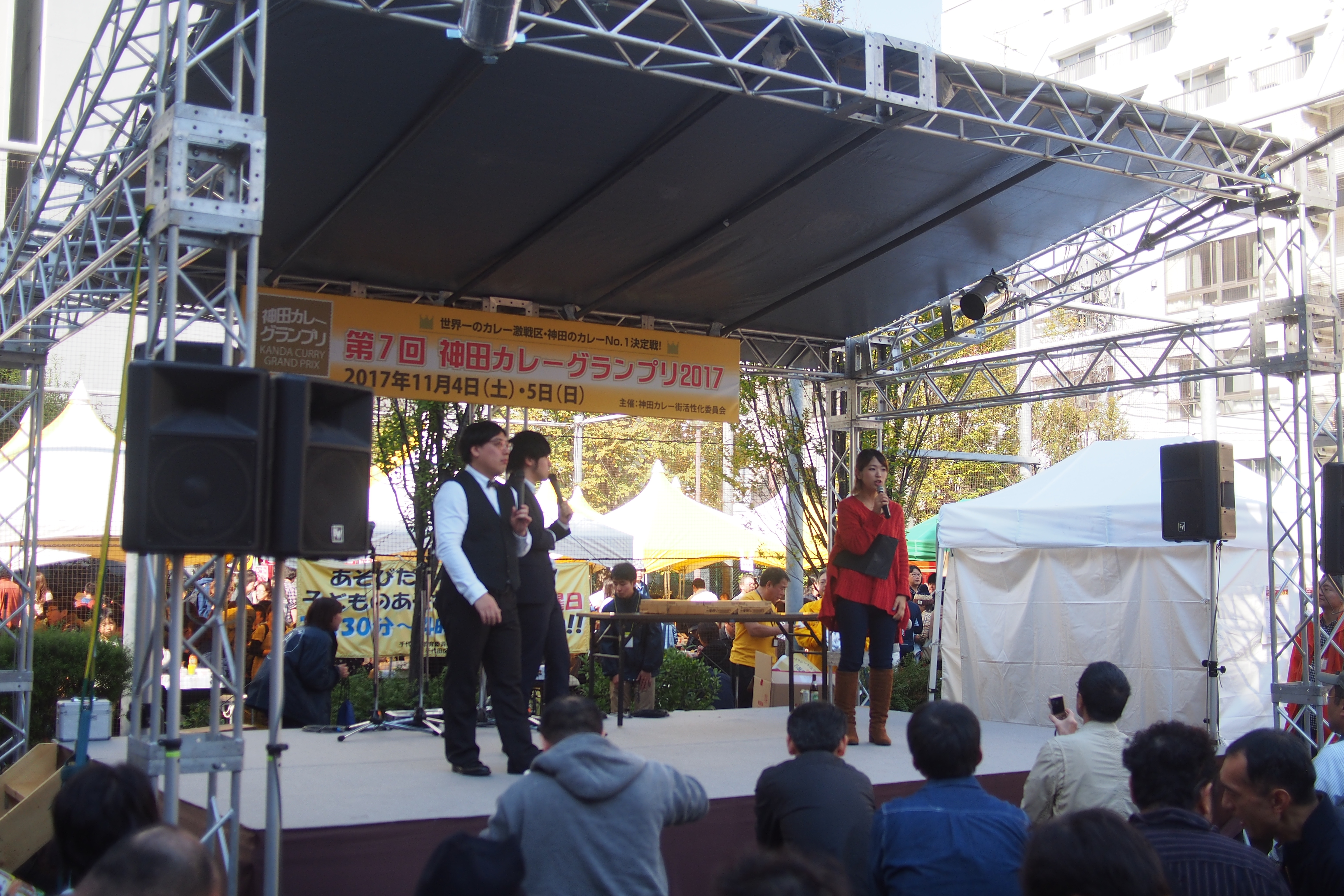
神田カレーグランプリ

カレーの聖地と称されることのあるゾーンの一角であり、グランプリ決戦大会は明大通りから数十メートル入った先にある小川広場で開催され、産学連携として明大が運営に関与する。明大通り南端の三角地帯にグランプリ獲得店や有名店などが集積してきている。

### アニメ聖地として
邪神ちゃんドロップキック、先輩がうざい後輩の話、アクセル・ワールド、エスタブライフ、かなめも等の作品で登場。

## 主に交差する道路

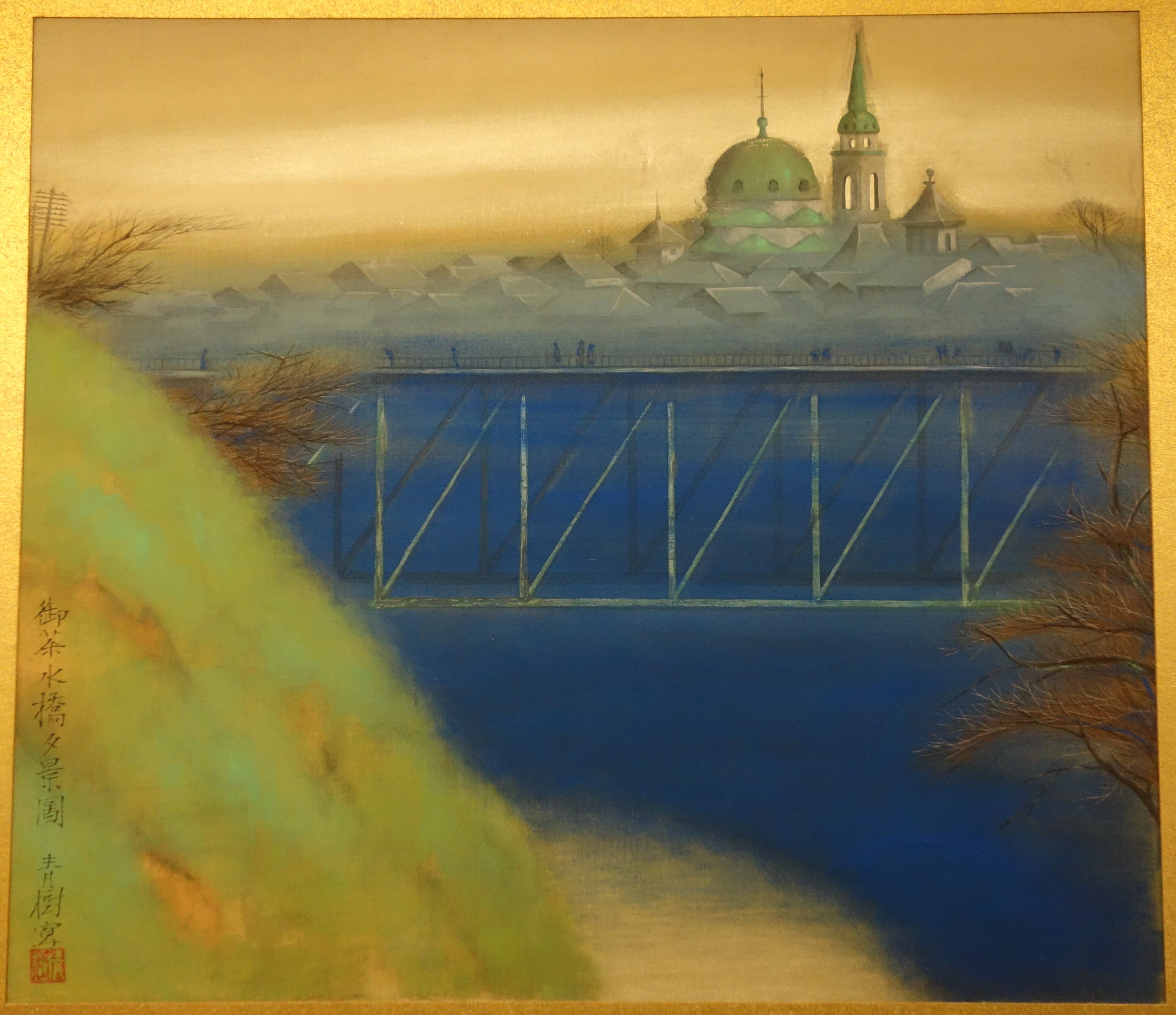
「御茶ノ水橋夕景図（小茂田青樹画）

- 茗渓通り
- かえで通り
- 紅梅通り
- 小桜通り
- とちの木通り
- 甲賀通り
- 吉郎坂
- 駿河台道灌道
- 富士見坂

## 周辺の交通機関
- JR 中央線・ 総武線、 東京メトロ丸ノ内線 御茶ノ水駅[3]
- 東京メトロ千代田線 新御茶ノ水駅
- 東京メトロ半蔵門線、 都営三田線・ 都営新宿線 神保町駅

## 世田谷区松原2丁目の明大通り
都市計画道路補助第154号線の明大前駅-甲州街道間（世田谷区松原2丁目）は明治大学和泉キャンパスに通う学生たちの通学路となっている。以前は道幅が狭く、通学時間帯になると大混雑が発生していたが、2006年（平成18年）に拡幅工事が完了し、明大前商店街振興組合連合会によって「明大通り」と名付けられた。